# Mett

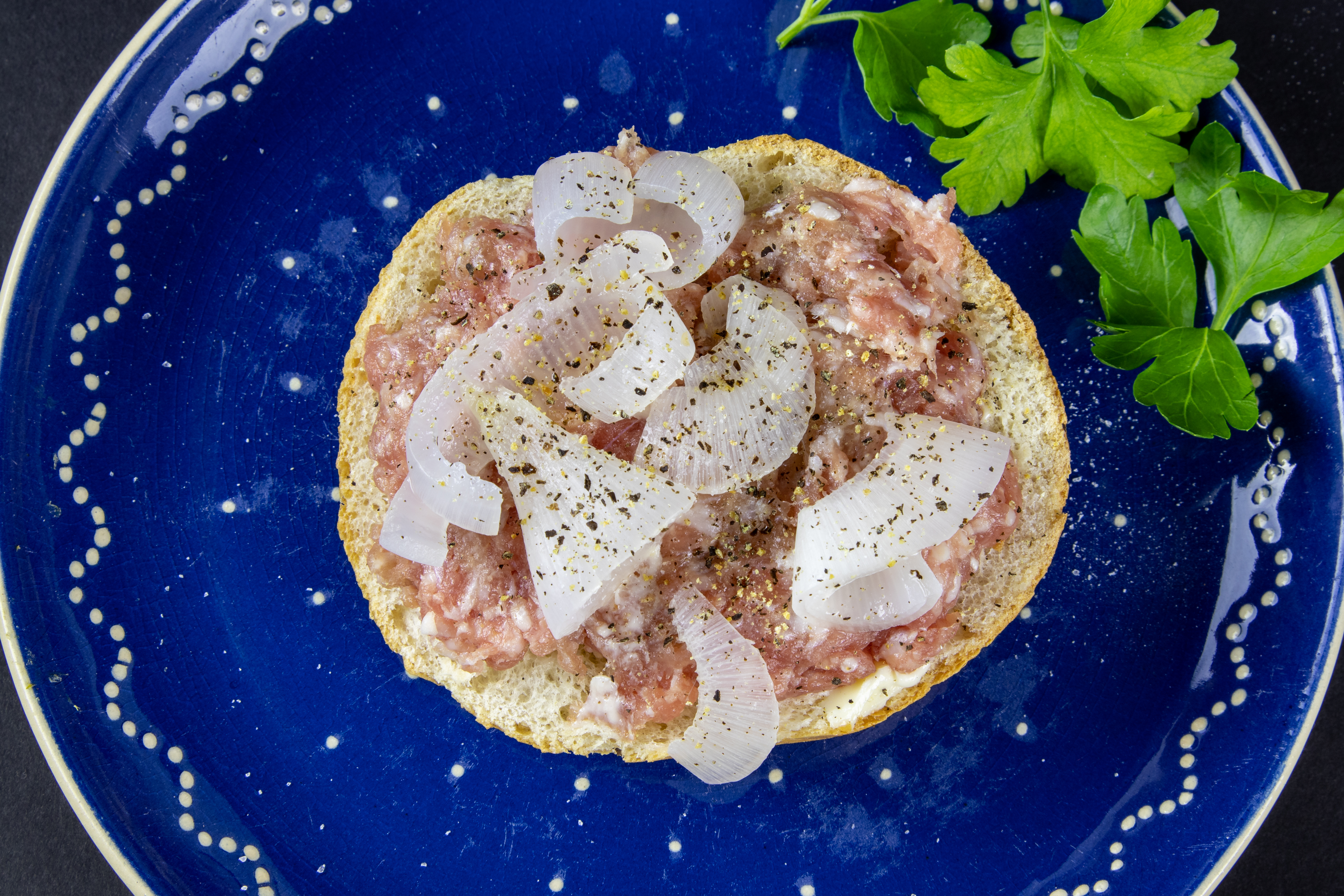
Mettbrötchen mit Zwiebeln, Pfeffer und Salz

Mett, auch Hackepeter oder Thüringer Mett, ist durchgedrehtes oder gehacktes gewürztes Schweinefleisch, das roh als Brotaufstrich gegessen wird. Nach den Leitsätzen für Fleisch und Fleischerzeugnisse des Deutschen Lebensmittelbuchs ist Schweinemett hingegen gleichbedeutend mit Schweinehackfleisch, Schweinegehacktes oder Schweinegewiegtes aus grob entfettetem Schweinefleisch ohne weitere Zutaten.

## Begriff
Im etymologischen Sinne stammt der Begriff vom althochdeutschen Wort Mett, was Fleisch bzw. Fleischspeise bedeutet und wovon auch das Wort  Metzger abgeleitet ist. Der Sprachforscher Johann Christoph Adelung schrieb 1777 über das Mett: „im gemeinen Leben einiger Gegenden, das reine von dem Fette abgesonderte Fleisch, von welchem die Mettwürste gemacht werden; es ist ein altes Wort, welches ehedem Fleisch bedeutete“.

## Lebensmittelmikrobiologie
Roh verzehrte Fleischerzeugnisse wie Mett bergen die Gefahr der Übertragung von parasitischen Fadenwürmern, den Trichinen (Trichinella sp.). Das Krankheitsbild wird als Trichinellose bezeichnet. Akute Infektionen des Menschen mit Trichinella spiralis sind in Deutschland meldepflichtig. Des Weiteren kann der Parasit Toxoplasma gondii über den Verzehr von Mett aufgenommen werden.

## Zubereitung
„Zubereitetem Schweinehackfleisch“ werden nur Salz, Zwiebeln und Gewürze zugesetzt. Es ist zum Rohverzehr bestimmt; sofern die Erzeugnisse zum Verzehr in durchgegartem Zustand bestimmt sind, wird dies deutlich gemacht (z. B. durch Kennzeichnung als „Schweinemett zum Braten“). Von besonders hoher Qualität ist Schinkenmett, das aus der Oberschale (dem Schinken) hergestellt wird. Soweit nicht abgepackt, darf Mett in Deutschland gemäß der Lebensmittelhygiene-Verordnung bzw. der Tierischen Lebensmittelhygiene-Verordnung (Tier-LMHV) nur am Herstellungstag verkauft werden.
Rohes Mett wird meist auf Brötchen oder Brot verzehrt, oft mit einer Garnitur aus rohen Zwiebelringen oder -würfeln. Als Bestandteil von kalten Platten und bei Buffets wird Mett zuweilen in Form eines Mettigels (auch als Hackepeter-Igel oder Hackepeterschwein bezeichnet) serviert. Die klassische Mettwurst hat mit dem herkömmlichen Roh-Mett eher wenig zu tun, Mettwürste sind in der Regel deutlich fettreichere und stark gewürzte  geräucherte Rohwürste. Im Gegensatz dazu existieren auch ungeräucherte in Kunstdarm abgepackte Mettzubereitungen. Diese enthalten neben Gewürzen häufig auch Knoblauch  und Zwiebeln und sind mit Natriumnitrit konserviert. Derartige Würste werden manchmal auch als Mettwurst bezeichnet, sind aber auch häufig als Vesperwurst im Handel zu finden.

## Geschichte

### Mett

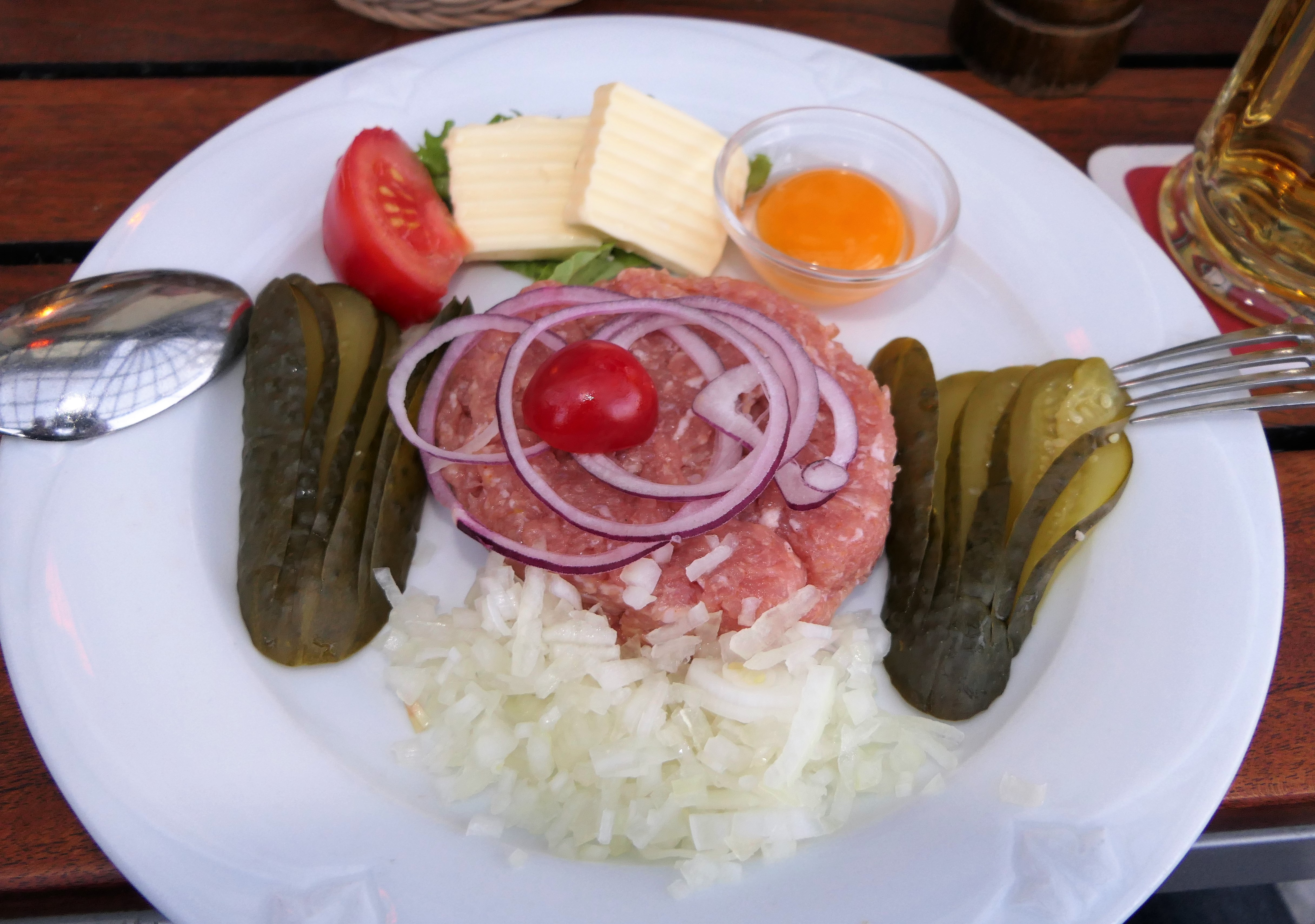
Schinkenmett mit Garnitur von Zwiebeln und Gurken

Das Verständnis von Mett als vom Fett befreites, gehacktes Fleisch geht Jahrhunderte zurück.
- 1801 wurde im Berlinischen Frauenzimmer-Lexicon vermerkt: „Mett, heißt das reine, von allem Fette abgesonderte Fleisch. Mettwürste werden von dem so eben erwähnten Fleisch oder Mett, oder statt dessen von ganz magerm Schweinefleisch gemacht ...“[10]
- 1826 war im Leipziger Zeitungs- und Conversations-Lexikon zu lesen: „Mett, ist Fleisch, von welchem das Fett hinweg genommen ist, besonders Schweinefleisch“.[11]
- In Meyer’s Neues Konversations-Lexikon von 1860 heißt es: „Mett, Fleisch, wovon das Fett abgesondert ist und woraus die Mettwurst bereitet wird“.[12]
- Gleiches steht im Deutsch-amerikanischen Conversations-Lexikon von 1872: „Mett, das vom Fett befreite Fleisch, woraus die Mettwurst bereitet wird“.[13]
- Im Leipziger Universal-Lexikon der Kochkunst von 1886 lag der Fokus schon auf dem Produkt Mettwurst. Darin heißt es: „Mettwurst. Eine Wurstart, welche aus magerem Schweinefleisch bereitet, mit Salz, Pfeffer und Salpeter gewürzt und dann geräuchert wird; sie führt ihren Namen, weil Mett soviel wie mageres, vom Fett befreites Fleisch bedeutet“.[14]

Erst zu Beginn des 20. Jahrhunderts wurde Mett nicht nur zu Wurst verarbeitet, sondern unter dem Namen Hackepeter oder Thüringer Mett auch im rohen Zustand zum Verzehr zubereitet.

### Hackepeter
Hackepeter gilt als Berliner, mittel- und norddeutsches „Gericht aus Gehacktem“. Während der Teilung Berlins entstanden zahlreiche neue Lexikvarianten oder auch Dubletten, die teils auf eine Stadthälfte beschränkt blieben, z. B. Mett und Hack in West-Berlin statt der alten Bezeichnung Hackepeter für Schweinegehacktes in Ostberlin.
Zu seiner Geschichte gibt es unterschiedliche Theorien:
- Ein Gericht aus gewürztem Hackepeter soll im Jahr 1903 im Berliner Gasthof Martin in der Landsberger Straße kreiert worden sein.[17] Walter Bickel schrieb 1972 in Berlin à la carte über Hackepeter: „Der Gastwirt Eduard Martin soll sein «Schöpfer» gewesen sein. Er war ein erfindungsreicher Mann, immer auf der Suche nach kleinen Besonderheiten für das Büffet seiner Eckkneipe, die er in der Landsberger Straße betrieb.“[18]

- Nach den Erinnerungen von Egon Erwin Kisch gebührt dem Budiker in der Berliner Münzstraße der Ruhm, Erfinder des Hackepeters zu sein.[19] Das Gasthaus in der Münzstr. 23 gilt als erstes Restaurant in Berlin, das den Namen „Hackepeter“ trug; Inhaber war Eduard Martin.[20]

- Zu Beginn des 20. Jahrhunderts führten mehrere Kneipen und Restaurants diesen Namen, auch über Berlin hinaus, so in Hamburg, Hannover[21] oder Zwickau.[22]  In Reichenbach im Vogtland besteht eine Gaststätte dieses Namens bis heute. 1913 gab es eine Massenvergiftung auf St. Pauli nach dem Genuss von rohem Fleisch als Hackepeter.[23]

- Eine tiermedizinische Enzyklopädie von Urban & Schwarzenberg berichtete 1927, dass Hackepeter der vulgäre Ausdruck für Hackfleisch sei und seit ungefähr 15 Jahren in Mittel- und Norddeutschland zunehmend roh zum Verkauf angeboten wurde.[24]

- Hans Meyer zählte Hackepeter zu den typischen Berliner Kneipen-Gerichten, wie auch Bulette oder Brathering.[25]